# Batinjska Rijeka
Batinjska Rijeka (1981-ig Rijeka Batinjska, 1991-ig Batinska Rijeka) falu Horvátországban Belovár-Bilogora megyében. Közigazgatásilag Đulovachoz tartozik.

## Fekvése
Belovártól légvonalban 46, közúton 54 km-re délkeletre, Daruvár központjától légvonalban és közúton 4 km-re északkeletre, Nyugat-Szlavóniában, a Papuk-hegység nyugati lejtőin, a Toplica-patak völgyében fekszik. 

## Története
A település a 19. század végén keletkezett Batinjani keleti határrészén. A Magyar Királyságon belül Horvát–Szlavónország részeként, Pozsega vármegye Daruvári járásának része volt. 1890-ben 98, 1910-ben 99 lakosa volt. 1910-ben a népszámlálás adatai szerint lakosságának 33%-a szerb, 31%-a horvát, 25%-a cseh, 7%-a német anyanyelvű volt. Az I. világháború után 1918-ban az új szerb-horvát-szlovén állam, majd később (1929-ben) Jugoszlávia része lett. 1941 és 1945 között a németbarát Független Horvát Államhoz, háború után a település a szocialista Jugoszláviához tartozott. 1953 óta önálló település. A település 1991-től a független Horvátország része. Ebben az évben lett az önálló Đulovac község része is, azelőtt Daruvárhoz tartozott. 1991-ben lakosságának 80%-a szerb,  8%-a horvát nemzetiségű volt. A délszláv háború idején az 1991 végére Daruvárról kivert szerb erők a Papuk-hegység irányába húzódtak vissza, ahonnan többször is betörtek a közeli falvakba. 1994. május 11-én a szerb felkelők felgyújtották a szomszédos horvátok lakta Vukovije települést. Az ott talált polgári személyeket ide, Batinjska Rijekára hurcolták, ahol válogatott kínzások után kivégezték őket. A mészárlást csupán hárman élték túl. A szerb fegyveresektől csak 1995 májusára, a Bljesak-hadművelettel egyidőben végrehajtott katonai akcióval sikerült megtisztítani a környéket. 2011-ben a településnek 30 lakosa volt.

## Lakossága
| Lakosság változása | Lakosság változása | Lakosság változása | Lakosság változása | Lakosság változása | Lakosság változása | Lakosság változása | Lakosság változása | Lakosság változása | Lakosság változása | Lakosság változása | Lakosság változása | Lakosság változása | Lakosság változása | Lakosság változása | Lakosság változása |
| ------------------ | ------------------ | ------------------ | ------------------ | ------------------ | ------------------ | ------------------ | ------------------ | ------------------ | ------------------ | ------------------ | ------------------ | ------------------ | ------------------ | ------------------ | ------------------ |
| 1857               | 1869               | 1880               | 1890               | 1900               | 1910               | 1921               | 1931               | 1948               | 1953               | 1961               | 1971               | 1981               | 1991               | 2001               | 2011               |
| 0                  | 0                  | 0                  | 98                 | 112                | 99                 | 84                 | 114                | 38                 | 63                 | 137                | 92                 | 97                 | 122                | 15                 | 30                 |

(1890 és 1948 között Batinjani településrészeként, 1953-tól önálló település.)